# Дубовий Іван Костянтинович
Іва́н Костянти́нович Дубови́й (нар. 19(7) грудня 1894 — пом. 27 грудня 1956) — полковник Армії УНР.

## Життєпис
Народився у с. Галиця Ніжинського повіту Чернігівської губернії в родині селянина-власника с.Галиця Костянтина Миколайовича Дубового та його дружини Марії Андріївни. Молодші брати - Сергій та Григорій, сестра - Олександра [Мемуари Ф.С.Галети, племінника І.К. Дубового]. 
Закінчив Ніжинське комерційне училище, Миколаївське інженерне училище (14 травня 1915), вийшов прапорщиком у розпорядження штабу XI російської армії.

### На службі РІА
З 28 травня 1915 р. служив у 1-й роті 22-го саперного батальйону. Під час Першої світової війни дістав всі бойові нагороди до ордена Святого Володимира IV ступеня з мечами та биндою, орден Святого Георгія IV ступеня — за бій 28 травня-2 червня 1916 р. під с. Гайворонка. Штабс-капітан з 17 вересня 1917 р.

### На службі УНР
З 9 лютого 1918 р. — командир сотні ім. І. Мазепи 2-го Запорізького куреня військ Центральної Ради. З початку березня 1918 р. — командир 2-го куреня 2-го Запорізького полку Армії УНР, згодом — Армії Української Держави. З 17 листопада 1918 р, після протигетьманського повстання, — комендант Харкова. З грудня 1918 р — командир 2-го Запорізького, а потім — 2-го Мазепинського полку 1-ї Республіканської дивізії Дієвої армії УНР. З 13 квітня 1919 р. — командувач Запорізького корпусу Дієвої армії УНР. 16 квітня 1919 повів залишки запорожців через Румунію на з'єднання з основними частинами Армії УНР. З кінця травня 1919 р. — командир 20-го Запорізького пішого ім. І. Мазепи полку Дієвої армії УНР. Учасник Першого Зимового походу: командир збірної бригади Запорізької дивізії, що складалася з піших полків Запорізького корпусу. У 1921–1922 рр — командир 1-ї Запорізької бригади 1-ї Запорізької стрілецької дивізії Армії УНР.

## В еміграції
З 1923 р. жив на еміграції у Франції. У 1932–1938 рр. очолював у Франції «Товариство Запорожців» та Союз лицарів Залізного Хреста. Помер на еміграції.

## Вшанування пам'яті
5 травня 2018 року на будинку Ніжинської школи №1 було відкрито пам'ятну дошку на честь Івана Дубового. Головним ініціатором відкриття став Владислав Попович, який покрив всі витрати на її виготовлення та особисто встановив дошку на фасаді будівлі.